# آنکارائوباتو
آنکارائوباتو (به لاتین: Ankaraobato) یک منطقهٔ مسکونی در ماداگاسکار است که در آنالامانگا واقع شده‌است. آنکارائوباتو ۳٫۷۵ کیلومتر مربع مساحت و ۲۰٬۹۶۹ نفر جمعیت دارد.